# Dinesh Dhamija
Dinesh Dhamija est un homme politique britannique.
En 2019 il est élu député europeen du parti des Liberal Democrats. Il cesse de siéger à partir du 31 janvier 2020, date à laquelle son pays quitte l'Union européenne.